# Ruta 317 (Costa Rica)
La Ruta 317, oficialmente Ruta Nacional Terciaria 317, es una ruta nacional de Costa Rica ubicada en la provincia de San José.

## Descripción
En la provincia de San José, la ruta atraviesa el cantón de Puriscal (los distritos de Mercedes Sur, Candelarita).